# Irene Taylor Brodsky
Irene Taylor Brodsky é uma cineasta norte-americana. Como reconhecimento, foi nomeada ao Oscar 2009 na categoria de Melhor Documentário em Curta-metragem por The Final Inch.